# 費奧多拉 (薩克森-邁寧根)
费奥多拉（德語：Feodora，1890年5月29日—1972年3月12日）是萨克森-魏玛-艾森纳赫邦国的大公夫人和萨克森-迈宁根的郡主。她的丈夫是萨克森-魏玛-艾森纳赫末代大公威廉·恩斯特。
费奥多拉在一次探访德皇威廉二世时被他鼓励嫁给刚丧妻的威廉·恩斯特大公。1910年，她和威廉·恩斯特结为夫妻。虽然她先后诞下四名子女，费奥多拉的婚姻生活并不开心。萨克森-魏玛-艾森纳赫的宫廷礼仪是德国众多宫廷中最严格的之一。只有23岁的她多次以生病为由到外面的疗养中心度假。
1918年11月，德意志帝国在第一次世界大战后解体。她的丈夫也被逼退位。